# Stefano Okaka
Stefano Okaka Chuka (født d. 9. august 1989) er en italiensk professionel fodboldspiller, som spiller for den tyrkiske Süper Lig-klub İstanbul Başakşehir.

## Klubkarriere

### Roma
Okaka startede sin professionelle karriere hos Roma, og gjorde sin debut i en alder af kun 16 år og 51 dage.
Det lykkedes dog aldrig rigtig for Okaka at få en fast plads i Roma mandskabet, og han brugte størstedelen af sin tid i klubben udlånt til andre hold.

### Parma
Okaka skiftede til Parma i januar 2012, på hvad som oprindeligt var en lejeaftalen, men blev gjort permanent i august af samme år.

#### Leje til Spezia
Okaka blev lånt til Spezia dagen efter at han havde skiftet permanent til Parma.

### Sampdoria
Okaka skiftede til Sampdoria i januar 2014.

### Anderlecht
Okaka skiftede til belgiske Anderlecht i juli 2015.

### Watford
Okaka skiftede til Watford i august 2016.

### Udinese
Okaka skiftede til Udinese på en lejeaftle i januar 2019. Lånet blev herefter gjort permanent i september samme år.

### İstanbul Başakşehir
Okaka skiftede til İstanbul Başakşehir i september 2021.

## Landsholdskarriere

### Ungdomslandshold
Okaka har spillet for Italien på flere ungdomsniveau.

### Seniorlandshold
Okaka er født i Italien til nigerianske forældre, og kunne derfor vælge at spille for begge lande. Nigeria gjorde i april 2014 et forsøg på at få Okaka til at skifte nationalitet og spille for dem, men Okaka afslog. Okaka gjorde sin debut for Italiens seniorlandshold kort efter, den 18. november 2014.